# TechnoMage
TechnoMage, anche noto come TechnoMage: Ritorno all'Eternità, è un videogioco action RPG prodotto dalla tedesca Sunflowers nel 2001 per PlayStation e Microsoft Windows. Il videogioco venne commercializzato solo su territori PAL.

## Trama
Il personaggio giocabile, di nome Melvin, deve liberare il mondo di Gothos dalla distruzione. Il popolo di Gothos è diviso in due fazioni: i magici Dreamer e i tecnologici Steamer. Melvin è mezzo Dreamer e mezzo Steamer. Il gioco parte dalla città natale del protagonista: Dreamertown, appena attaccata dai mostri, di cui viene incolpato Melvin, da sempre discriminato per essere nato per metà Steamer. Lo zio Rissen lascia insegnare a Melvin le basi del combattimento in attesa del suo esilio. Dopo questo primo capitolo, Melvin si dirigerà verso Steamertown per cercare suo padre Godon, dopo aver sconfitto un ratto gigante.
Steamertown: Qui il nostro eroe svolge alcune missioni, tra cui un salvataggio in una miniera e la disinfestazione della cripta occupata da scheletri e spiriti malvagi (gli Hulax), finendo poi col distruggere un nemico che infesta la discarica di Steamertown. Di suo padre non trova traccia, solo nella sua casa con qualche indizio che lo portano a scendere nelle profondità dell'Hive per cercarlo.
Hive: è una serie di cunicoli e caverne infestate da ragni e del tutto inesplorate. Qui troverà suo padre, ma non riuscirà a vederlo per molto: si separano per colpa di una frana che li divise. Melvin ascolta il consiglio del padre di avvisare tutta la terra di Ghotos dell'arrivo di mostri. Il suo viaggio nell'Hive continua, finendo col combattere contro un ragno gigante.
La Foresta Incantata: magico posto abitato da bellissime fate, gnomi scherzosi e i Gorgor, selvaggi mostri cavalcati da esseri chiamati Coboldi. Il regno delle fate è però in pericolo e le fate delle stagioni possono ben poco contro l'inquinamento delle acque causato da un mostro orripilante, la rana gigante. Qui Melvin troverà una coppia di mercanti di origine Shach, esseri simili a salamandre la cui unica attività è il commercio, che lo scorteranno fino al Canyon.
Canyon: zona semi-desertica, sabbiosa e arida, zona di passaggio e ricerca di pietre preziose vive però una ragazza di nome Talis. Anche lei, come Melvin, è nata mezza Dreamer e mezza Steamer, cresciuta con i suoi genitori lontana dalla civiltà. Qui Melvin si trova a combattere contro lanciatori di bastoni, simili a lucertole giganti. Ha modo di conoscere uno scheletro parlante di un drago e anche Dagomar che diventerà suo mentore, ultimo membro degli OldOne, popolo mistico di cui si conosce poco. Il mostro di fine livello è una macchina volante situata nella miniera.
La Torre: dopo la distruzione della macchina e il crollo della miniera, Melvin e Talis ripartono verso le alte montagne in cui si trova la Torre, dimora degli OldOne. Talis cade accidentalmente in un burrone e Melvin è costretto a cavarsela da solo per salvarla. Qui si trova di fronte a pupazzi di neve e Yeti molto affamati. Nella torre trova molti manoscritti e scopre delle verità spiacevoli. In cima alla torre sconfigge Yor-Khan, un drago rosso a guarda di uno dei suoi fratelli, Ar-Khan, il principe dei draghi, tradito e intrappolato nel ghiaccio da Yor-Khan sotto effetto di un incantesimo di Dagomar. Melvin parte verso il vulcano cavalcando Ar-Khan, recuperando anche Talis.
Il Vulcano: è la patria degli Shach, nonostante sembri estinto come luogo e ricoperto di lava infuocata. Dagomar rapisce Talis e Melvin parte di nuovo da solo. Shachtown è molto ricca, ma non possiamo sostare a lungo dato che bisogna scendere nelle profondità per scoprire cosa sta accadendo a Gothos. Cani mannari infestano le viscere del vulcano. Il mostro di fine livello è un drago.
Rovine (Taros Vinta): Melvin cavalca il suo fedele drago e vola verso l'ignoto, le rovine sono un posto di cui si conoscono solo leggende, si pensa che chi troverà la sua locazione sarà dotato di enormi poteri. Si trova su un'isola dove i mostri più comuni sono quelli della palude. Ci sono molti ruderi e templi antichi. Alla fine dovrà sconfiggere il più temibile di ogni nemico nella capitale degli OldOne, Helma Taros, Dagomar.

## Doppiaggio
Il doppiatore di Melvin in italiano è Claudio Moneta.